# Кастелно Тирсан
Кастелно Тирсан (фр. Castelnau-Tursan) насеље је и општина у југозападној Француској у региону Аквитанија, у департману Ланд која припада префектури Мон де Марсан.
По подацима из 2011. године у општини је живело 189 становника, а густина насељености је износила 20,39 становника/km². Општина се простире на површини од 9,27 km². Налази се на средњој надморској висини од 176 метара (максималној 179 m, а минималној 74 m).

## Демографија
| 1962. | 1968. | 1975. | 1982. | 1990. | 1999. | 2011. |
| ----- | ----- | ----- | ----- | ----- | ----- | ----- |
| 205   | 235   | 231   | 207   | 192   | 190   | 189   |

График промене броја становника у току последњих година